# Saison 1 de Battlestar Galactica
Chronologie
Battlestar Galactica (mini-série) Saison 2
La première saison de la série télévisée Battlestar Galactica est l'ensemble des treize premiers épisodes de cette série. Ces derniers font suite à la mini-série Battlestar Galactica.
Bien que d'origine américaine, cette saison est en partie financée par British Sky Broadcasting, un groupe britannique. Cette subvention octroie à Sky 1 la primeur de diffusion de cette saison dès le 18 octobre 2004, soit près de trois mois avant Sci Fi Channel aux États-Unis.

## Synopsis
L'attaque génocidaire des cylons passée, la flotte, sous l'égide du Galactica, gère les problèmes liés à leur fuite.

### Points clés de la saison
- Des cylons à forme humaine existent et sont dans la flotte. Ces infiltrateurs peuvent ne pas connaître leur réelle nature, comme Sharon Valerii.
- Laura Roslin traite son cancer avec des extraits de chamalla. Cette plante provoque des hallucinations qui semblent correspondre aux écritures de la pythie.
- Les faits autour de la mort de Zak Adama restent un contentieux entre Lee Adama et son père, William Adama. Kara Thrace leur révèle la vérité, ce qui leur permet d'entamer un processus de réconciliation.
- Gaïus Baltar a pour tâche de créer un détecteur de cylons. Tandis que ses premiers essais étaient faits pour duper, il perfectionne le système pour ensuite cacher les résultats de peur que l'on découvre son implication dans la destruction des Douze Colonies.
- Le Galactica doit gérer des problèmes basiques liés au vaisseau et aux humains, dont un approvisionnement d'eau et de carburant.
- Les croyances religieuses des Coloniaux sont polythéistes, alors que celles des cylons sont monothéistes de nature et leur indiquent qu'ils étaient destinés à détruire l'humanité.
- Le lieutenant Sharon Valerii commence à se poser des questions quant à sa propre nature : est-elle ou non un cylon ?
- Helo, survivant sur une Caprica occupée par les cylons, est impliqué dans un plan mystérieux dirigé par d'autres cylons humanoïdes, dont une copie de Sharon Valerii.
- Les cylons semblent connaître les Écritures de la pythie mieux que les Coloniaux et manipulent ou anticipent les événements basés sur ces écritures.
- La flotte entière et ses chefs sont testés encore et encore par eux-mêmes et par les cylons alors qu'ils arrivent au point d'origine de l'humanité, Kobol, et tentent de découvrir les secrets de la treizième colonie, la Terre.

## Distribution

### Personnages principaux
- Edward James Olmos (VF : Joël Martineau dans le pilote puis Philippe Catoire) : Commandant William Adama
- Mary McDonnell (VF : Annie Balestra) : Présidente Laura Roslin
- Katee Sackhoff (VF : Ariane Deviègue) : Lieutenant Kara Thrace
- Jamie Bamber (VF : Mathias Kozlowski) : Capitaine Lee Adama
- James Callis (VF : Guy Chapellier) : Professeur Gaïus Baltar
- Tricia Helfer (VF : Laura Préjean) : Numéro Six
- Grace Park (VF : Marie-Ève Dufresne) : Lieutenant Sharon Valerii

### Personnages réguliers
- Michael Hogan (VF : Michel Voletti) : Colonel Saul Tigh
- Aaron Douglas (VF : Olivier Cordina) : Chef Galen Tyrol
- Tahmoh Penikett (VF : Bruno Forget) : Lieutenant Karl Agathon
- Kandyse McClure (VF : Fatiha Cherette) : Lieutenant Anastasia Dualla
- Paul Campbell (VF : Geoffrey Vigier) : Billy Keikeya
- Alessandro Juliani (VF : Thierry Bourdon) : Lieutenant Felix Gaeta
- Sam Witwer : Lieutenant « Crashdown »

## Production

### Équipe de production

#### Producteurs
- Ronald D. Moore : Créateur, producteur délégué, scénariste
- David Eick : Producteur délégué, scénariste
- Toni Graphia : Coproductrice délégué, scénariste
- Harvey Frand : Producteur
- Glen A. Larson : Producteur consultant
- Ron E. French : Producteur exécutif
- Paul M. Leonard : Producteur associé

#### Réalisateurs
- Michael Rymer : 4 épisodes
- Marita Grabiak : 1 épisode
- Rod Hardy : 2 épisodes
- Sergio Mimica-Gezzan : 1 épisode
- Jeff Vlaming : 1 épisode
- Robert Young : 1 épisode
- Brad Turner : 1 épisode
- Edward James Olmos : 1 épisode
- Jeff Woolnough : 1 épisode
- Jonas Pate : 1 épisode

#### Scénaristes
- Ronald D. Moore : 5 épisodes
- David Eick : 2 épisodes
- Bradley Thompson : Story editor[1], 2 épisodes
- David Weddle : Story editor, 2 épisodes
- Carla Robinson : Staff Writer[1], 2 épisodes
- Jeff Vlaming : 2 épisodes
- Michael Angeli : 1 épisode
- Toni Graphia : 1 épisode

## Épisodes
1. 33 minutes (33)
2. L'Eau (Water)
3. Révolution (Bastille Day)
4. Confession (Act of Contrition)
5. Crash sur la lune (You Can't Go Home Again)
6. L'Attentat (Litmus)
7. Les Croyances de Baltar (Six Degrees of Separation)
8. De chair et de sang (Flesh and Bone)
9. Le Retour d'Hélène (Tigh Me Up, Tigh Me Down)
10. Le Minerai de Tylium (The Hand of God)
11. La Fête coloniale (Colonial Day)
12. À la recherche de la Terre - 1re partie (Kobol's Last Gleaming - Part. 1)
13. À la recherche de la Terre - 2e partie (Kobol's Last Gleaming - Part. 2)

### Épisode 1:33 minutes
- Royaume-Uni : 18 octobre 2004 sur Sky One
- France : 2 décembre 2005 sur Sci Fi
- Belgique : 2 février 2007 sur La Deux

- Cet épisode a remporté le Prix Hugo de la meilleure présentation dramatique de courte durée en 2005.

### Épisode 2:L'Eau
- Royaume-Uni : 25 octobre 2004 sur Sky One
- France : 2 décembre 2005 sur Sci Fi
- Belgique : 2 février 2007 sur La Deux

La présidente Laura Roslin est invitée à visiter le Galactica et observer les procédures lors d'une opération de transfert d'eau sur le Virgon Express. Roslin est traitée avec tous les honneurs, mais en réalité, le commandant Adama saute sur l'occasion de faire bonne figure et l'aide à apaiser son anxiété en tant que guide.
Durant le transfert, une série d'explosions se produisent soudainement dans les réservoirs d'eau, et le Galactica évacue la majorité de ses réserves vitales d'eau dans l'espace. Juste avant cela, Boomer-du-Galactica récupère de ce qui semble être une transe et, confuse, se retrouve dans une pièce d'équipement, trempée, une mallette d'explosifs à ses pieds. Après l'explosion, elle réalise qu'elle sera suspectée d'être un agent Cylon et la saboteuse, sans prendre conscience qu'elle l'est réellement. Elle partage son désarroi avec son amant, le chef Tyrol, qui croit que quelqu'un tente un coup monté contre elle et l'aide à couvrir toutes les preuves qui pourraient l'incriminer.
Après que la disparition des explosifs a été déclarée, le commandant Adama ordonne une enquête, mais à cause d'un manque de rigueur dans la sauvegarde des comptes-rendus,et un protocole de sécurité minimal, aucune suspicion ne peut être établie. Pendant ce temps, les réparations des réservoirs ont commencé et Adama envoie les rapaces effectuer des missions de reconnaissance dans les systèmes stellaires voisins afin de repérer de l'eau. Le rapace Boomer-du-Galactica détecte de l'eau sur l'un de ces mondes, mais au départ, elle ne parvient pas à valider ce que les senseurs de son vaisseau lui disent. Après ce qui semble être une lutte interne pour se concentrer, son état normal reprend le dessus et rapporte la découverte d'eau au Galactica. Mais elle découvre également des explosifs à bord du rapace, sans aucune idée de la manière dont ils ont atterri là.
Adama et la présidente Roslin tirent une seule chose de l'enquête : il y a des agents cylons infiltré dans la flotte. Numéro Six presse le docteur Baltar d'offrir une solution possible à cette déduction en construisant un « détecteur de cylons » pour tester tout le monde. D'autre part, impressionnée par le professionnalisme du capitaine Apollo durant la visite, Roslin lui demande d'être son conseiller militaire et sa liaison avec le Galactica.

### Épisode 3:Révolution
- Royaume-Uni : 1er novembre 2004 sur Sky One
- France : 11 décembre 2005 sur Sci Fi
- Belgique : 9 février 2007 sur La Deux

- Richard Hatch (Tom Zarek)

Après qu'une source d'eau a été trouvée sur une lune proche, Apollo suggère que l'on utilise les 1 500 prisonniers à bord de l'Astral Queen pour l'extraire, mais la présidente Roslin ne veut pas instituer un travail d'esclaves et croit plutôt que les prisonniers devraient avoir le choix de travailler en échange de « points » vers une liberté rapprochée. Elle rassemble une commission consistant en Apollo, son assistant personnel Billy Keikeya, la sous-officier Anastasia Dualla et la spécialiste Cally.
Le commandant Adama est opposé à l'idée, particulièrement depuis qu'il est au fait du nouveau rôle d'Apollo en tant que « conseiller spécial » de Roslin. Malgré tout, l'équipe s'embarque pour l'Astral Queen et rencontre le meneur de facto des prisonniers, l'extrémiste politique et terroriste de Sagitarron, Tom Zarek.
Zarek refuse l'offre. À la place, lui et ses hommes parviennent à échapper au confinement et prennent la délégation en otage. Il demande alors la démission immédiate de Roslin du poste de présidente, croyant que son gouvernement ne représente pas le peuple. Il demande élections libres parmi les survivants humains et une autonomie limitée pour les prisonniers.
Refusant de satisfaire les exigences de Zarek, Adama envoie Starbuck mener une section de marines pour infiltrer le vaisseau et tuer Zarek s'il ne libère pas les otages. Apollo réalise ce que Zarek désire vraiment : un bain de sang qui mènera la perte du gouvernement de Roslin. Mais Apollo interrompt l'assaut et force un compromis avec le terroriste. Il propose de tenir des élections dans l'année en échange de la coopération des prisonniers dans l'extraction d'eau. Roslin et Adama refusent la décision jusqu'à ce qu'Apollo pointe le fait que Roslin ne fait que remplacer le président Richard Adar jusqu'au terme du mandat de celui-ci, qui devait se terminer dans l'année.
Plus tard, Adama demande au docteur Baltar de faire des rapports concernant l'évolution du détecteur de cylons. Dans sa tête, Numéro Six intimide Baltar pour qu'il demande une ogive nucléaire, déclarant qu'il a besoin du Plutonium la composant pour construire le détecteur. Alors qu'il parle, Baltar réalise que c'est en réalité une option valide pour construire un détecteur. Adama l'accorde à contre-cœur.
- Cet épisode marque la première apparition de Richard Hatch, interprétant l'ancien criminel et terroriste Tom Zarek. Hatch interprétait Apollo dans la série originale.
- Le fait d'utiliser des prisonniers pour aider la flotte provient de l'épisode de la série originale Le Canon de la montagne glacée où Starbuck et Apollo recrutent des détenus du vaisseau-prison de la flotte pour aider à détruire un poste avancé cylon.
- Quand Boomer-de-Caprica et Helo marchent à travers la ville de Caprica sous occupation cylonne et tombent sur un cadavre en train d'être mangé par les rats, ils marchent en fait devant la Bibliothèque municipale de Vancouver.
- Le personnage de Cally était censé être tué dans les brouillons de ce script, mais David Eick voulut qu'elle se défende durant la scène du viol plutôt que d'être tuée.
- Dans la télésuite, le conseiller de la présidente établit que l’Astral Queen a « près de 500 » prisonniers – et non les 1 500 mentionnés dans cet épisode.
- Le titre original de l'épisode (Bastille Day) fait référence à la fête nationale française, un jour associé à la prise de la Bastille.

### Épisode 4:Confession
- Royaume-Uni : 8 novembre 2004 sur Sky One
- France : 11 décembre 2005 sur Sci Fi
- Belgique : 9 février 2007 sur La Deux

Après un accident fatal sur le pont du hangar dans lequel treize pilotes sont tués et sept autres blessés par un drône de reconnaissance lancé accidentellement, Starbuck doit rapidement entraîner des recrues pour remplacer ces pilotes. Les autres pilotes du Galactica sentent ces pertes récentes comme un coup au moral.
Dans l'infirmerie du Galactica, la présidente Laura Roslin effectue un bilan de santé avec l'officier médical du vaisseau, le docteur Cottle. Celui-ci lui confirme que son cancer est inopérable et lui donne quelques mois à vivre. Il recommande un traitement puissant pouvant l'aider, mais ayant regardé sa mère souffrir à cause de ce même traitement, elle sait qu'il n'est pas sans effet secondaire. Roslin désire tenter un traitement alternatif avec un extrait de plante non testé, une requête que Cottle prend de manière sceptique. Il rétorque non sans cynisme qu'elle devrait tenter de prier comme alternative.
Pendant ce temps, la tâche d'entraînement de Starbuck lui rappelle les souvenirs douloureux des circonstances de la mort de son fiancé, Zak Adama. Elle se sent responsable de la mort de Zak puisqu'elle l'a laissé passer son « vol basique » en dépit de son échec sur trois manœuvres clés. Elle fuit ces sentiments en jouant aux cartes avec les lieutenants Crashdown, Felix Gaeta et le docteur Baltar, où Boomer-du-Galactica entend parler du détecteur de cylons de Baltar.
Toujours aux prises avec la culpabilité de la mort de Zak, Starbuck est facilement exaspérée et l'évaluation des performances du premier jour des recrues la convainc rapidement de les faire tous échouer. Une confusion dans la communication entre le commandant Adama et Apollo amène le commandant à trouver ce que Starbuck a fait à Zak. La relation entre Adama et la pilote est alors fortement refroidie. Blessé et mis en colère par les actes de Starbuck, il lui ordonne de remettre toutes les recrues à l'entraînement.
Lors d'un exercice d'entraînement avec quelques recrues, une patrouille de huit chasseurs cylons se montre et attaque. Starbuck ordonne aux novices de retourner à bord du Galactica au plus vite pendant qu'elle affronte la patrouille entière. Mais l'un des nouveaux, Brendan « Hot Dog » Constanza, désobéit et reste pour l'aider. Le viper de Starbuck est endommagé dans l'escarmouche et se dirige vers une planète proche sans puissance ni contrôle. Le dernier chasseur est endommagé au dernier moment par la pilote émérite mais il est récupéré peu de temps après par les équipes de secours.

### Épisode 5:Crashsur la lune
- Royaume-Uni : 15 novembre 2004 sur Sky One
- France : 18 décembre 2005 sur Sci Fi
- Belgique : 16 février 2007 sur La Deux

Le lieutenant Starbuck est forcée de s'éjecter sur une planète hostile (en réalité, une lune d'une planète gazeuse) après que son Viper a été sérieusement endommagé lors d'une escarmouche avec un chasseur cylon. Sur le Galactica, « Hot dog » l'autre pilote qui était impliqué dans la bataille rapporte que le Viper de Starbuck manœuvrait toujours après que le contact radio a été rompu et pouvait avoir survécu. Le commandant Adama va à l'encontre du raisonnement pesé et des réserves du colonel Tigh et organise une mission de secours pour la retrouver.
Starbuck se retrouve prisonnière d'un monde désert et rocailleux, touché par des vents violents. L'atmosphère est inhospitalière et ne peut accueillir la vie humaine. Avec un genou blessé, elle lutte pour atteindre des sommets élevés, espérant qu'une équipe de recherche du Galactica puisse la localiser. Elle voit le chasseur cylon qui l'a attaquée, désactivé mais relativement intact, au sol dans un cratère proche. En remerciant les dieux, elle force l'ouverture de la trappe, et découvre que l'intérieur ressemble plus à des organes internes d'une créature qu'à l'électronique d'une machine. Elle grimpe à l'intérieur utilise le vaisseau comme abri.
Sur le Galactica, la recherche de Starbuck va mal. La visibilité sur la planète est mauvaise et les Vipers dépensent d'énormes quantités de carburant lors des opérations de reconnaissance atmosphérique. Pire, les conditions poussiéreuses causent de sérieux problèmes mécaniques pour l'escadre de Vipers, forçant beaucoup de ceux-ci à rester pour réparation. La présidente Roslin sursaute lorsqu'elle entend qu'Adama a également mis en branle les Vipers de la patrouille de combat de la flotte pour aider les recherches de Starbuck. Cela laisse la flotte sans défense face à une attaque cylonne. Gaïus Baltar ajoute une couche à la situation en racontant à Roslin qu'Adama risque la flotte entière lors d'une recherche infructueuse d'un seul pilote.
La présidente Roslin affronte Adama et son fils. Elle avait appris du colonel Tigh que la raison pour laquelle Adama n'abandonnerait pas les recherches est qu'elle est le dernier lien entre lui et son fils décédé, Zak Adama. La recherche n'est plus une opération militaire, mais personnelle à laquelle ni Adama ni son fils ne peuvent se soustraire : la mort de Zak et les fiançailles de Starbuck avec lui. Lorsqu'ils réalisent cela, ils reviennent à la réalité : ils ont mis la flotte entière en danger pour chercher Starbuck. Il ne se passera pas longtemps avant que les cylons ne notent leur patrouille manquante et envoient de lourds renforts.
Après un regard mutuel qui en dit long, Adama et Apollo acquiescent ensemble sans dire un mot qu'il ne reste qu'une chose à faire. La recherche de Starbuck doit être abandonnée et la flotte doit bondir loin de cet endroit au plus vite.
Pendant ce temps, sur la planète, Starbuck trouve une fourniture d'oxygène dans le chasseur et commence à tâter aux muscles et tendons attachés aux contrôles mécaniques. Elle trouve ce qui semble être les contrôles et apprend vite comment les utiliser. elle parvient finalement à activer les moteurs du vaisseau et s'échappe de la planète. Elle découvre que le chasseur cylon est un engin de combat rapide et agile.
Alors que les dernières préparations au saut sont en routes, le Galactica détecte soudain un chasseur cylon sur le DRADIS, sans doute un éclaireur d'une troupe plus importante à l'arrière. Il sera au milieu de la flotte avant qu'elle ne puisse sauter : Adama doit interrompre le décompte et lance les vaisseaux d'alerte mais seul Apollo arrive à décoller à temps.
Sans savoir que Starbuck pilote l'engin, Apollo tente d'abattre le chasseur depuis son Viper, mais il ne peut le faire car il semble très agile et vif. Soudain le chasseur effectue une manœuvre et parvient à se placer au-dessus d'Apollo et vole en formation avec lui. Après avoir repéré les mots « Star » et « Buck » écrits sous les ailes du chasseur, Apollo en réalise la raison et le chasseur est escorté sur le pont du hangar. Une équipe de marines est sur le qui-vive, ne sachant pas ce qui allait se passer jusqu'à ce que Starbuck apparaisse enfin. Saufs sur le Galactica, Adama et Starbuck se réconcilient (du moins partiellement) à propos de la mort de Zak.
- Lorsqu'il est fait mention du nombre de survivants, cet épisode ne prend pas en compte les pilotes tué dans l'accident du pont du hangar de l'épisode précédent.
- Le titre original de cet épisode est une référence à la nouvelle du même nom de Thomas Wolfe en 1940.
- Cet épisode est un hommage à l'épisode « Le Retour de Starbuck » de Galactica 1980.
- Bodie Olmos, fils d'Edward James Olmos (le commandant Adama) apparaît dans plusieurs épisodes en tant que Brendan « Hot Dog » Constanza, et partage une brève scène avec son père dans cet épisode.

### Épisode 6:L'Attentat
Pour les articles homonymes, voir L'Attentat.
- Royaume-Uni : 22 novembre 2004 sur Sky One
- France : 18 décembre 2005 sur Sci Fi
- Belgique : 23 février 2007 sur La Deux

À bord du Galactica, le commandant Adama et le colonel Tigh évitent de justesse un attentat-suicide perpétré par une copie cylonne d'Aaron Doral. L'agent est venu à bord avec un groupe de civils et a acquis des explosifs d'un casier d'armes de poing, tuant un garde au passage. Sa tâche était plus facile d'autant que la sécurité du Galactica n'avait pas été informée que les cylons pouvaient désormais prendre une apparence humaine.
Après l'explosion, Adama ordonne qu'un tribunal indépendant examine cet incident et d'autres brèches de sécurité, malgré les réserves de la présidente Roslin envers le manque de contrôle possible sur un tel tribunal. Le maître d'armes du Galactica, le sergent Hadrian, a toute autorité pour conduire l'enquête selon son gré.
Ensemble, Adama et la présidente décident également d'annoncer à la flotte choquée que quelques cylons peuvent avoir une apparence humaine. Roslin apparaît devant les caméras avec des photos de Doral et de Leoben Conoy (un agent cylon qu'Adama a découvert dans la station Ragnar).
Quelque part, Boomer-du-Galactica et le chef Tyrol continuent leur relation illégale en secret, malgré l'ordre de Tigh de la terminer, et sont ensemble dans une section isolée du Galactica quand les attentats se produisent.
Pendant ce temps sur Caprica, Helo cherche Boomer-de-Caprica qui a disparu après l'attaque cylonne. Elle est en réalité en sécurité, rencontrant en secret des copies des agents cylons Numéro Six et Numéro Cinq. Les commentaires de cette dernière copie suggèrent qu'il y a un plan pour qu'Helo tombe amoureux de Boomer-de-Caprica. Si Helo quitte sans partir à la recherche de Boomer, il montrera qu'il ne l'aime pas et il sera tué. Helo commence par fuir, seul, mais change d'avis et revient sur ses pas en commençant à chercher Boomer. Les cylons font en sorte qu'il la trouve, ce qu'il fait, et la sauve – détruisant un centurion cylon au passage.
De retour dans la flotte, le docteur Baltar rend visite au lieutenant Starbuck dans l'infirmerie où elle recouvre de son crash. Peu enjouée de sa compagnie, elle songe que le terroriste cylon doit en avoir après son « projet secret de détecteur », puisque l'attaque a eu lieu dans un endroit proche de son laboratoire. Ceci choque Baltar qui demande – mentalement – à Numéro Six de lui dire pourquoi les cylons en ont après lui et son projet alors que c'était son idée d'élaborer le détecteur. Numéro Six lui indique que les cylons ne savent rien d'elle et de Baltar, et qu'ils opèrent indépendamment d'elle.
Pendant ce temps, le tribunal a découvert qu'un panneau d'accès de sécurité avait été laissé ouvert, laissant au terroriste un libre accès aux explosifs qu'il a utilisé. L'enquête montre des raisons de suspecter n'importe quel membre de l'équipage. Le tribunal suspecte le chef Tyrol et Boomer-du-Galactica lorsqu'il s'aperçoit que Boomer a utilisé ce passage précis pour rejoindre secrètement Tyrol. Finalement, même le commandant lui-même est mis en cause du manque de mesures de sécurité et l'autorisation d'une discipline trop souple parmi l'équipage.
À ce moment, Adama termine l'enquête en disant que c'est devenu une « chasse aux sorcières ». Alors qu'il tente de quitter le siège de témoin du tribunal, le sergent Hadrian ordonne au caporal des gardes en faction de surveiller le commandant. Après un moment d'hésitation, il refuse et suit les instructions d'Adama qui sont de ramener Hadrian dans ses quartiers. Ceci clôt définitivement l'enquête.

### Épisode 7Les Croyances de Baltar
- Royaume-Uni : 29 novembre 2004 sur Sky One
- France : 25 décembre 2005 sur Sci Fi
- Belgique : 23 février 2007 sur La Deux

Le docteur Baltar et sa vision de Numéro Six ont une discussion animée à propos de la religion. Après s'être moqué du concept de monothéisme de Numéro Six, elle disparaît rapidement de sa tête. Mais bientôt, il est stupéfait de rencontrer une copie en chair et en os dans le centre de commandement du Galactica. Celle-ci s'appelle Shelly Godfrey et déclare avoir été l'assistante d'un précédent collègue de Baltar, le docteur Amorak. Elle accuse rapidement Baltar, ébahi, d'être le traître qui a vendu l'humanité aux cylons.
Mademoiselle Godfrey montre des preuves photos que Baltar transportait un engin explosif dans le système central de Défense Coloniale sur Caprica, permettant aux cylons de mener à bien leur attaque nucléaire. Baltar, sous le choc, est rapidement arrêté, accusé de traître et envoyé en cellule.
Le lieutenant Gaeta mène une analyse des photos tandis que Godfrey tente de séduire le commandant Adama dans ses quartiers. Le comportement de celle-ci le rend suspicieux et il ordonne qu'elle soit sous surveillance à tout moment. Dans la prison, la présidente Roslin dit à Baltar qu'elle n'est pas du tout surprise qu'il puisse être un collaborateur des cylons. Elle parvient seulement à augmenter sa colère. Après cela, un Baltar désespéré commence à prier le dieu cylon de l'aider à ne pas être exécuté pour trahison.
Pendant ce temps, dans la baie du hangar, le chef Tyrol et la spécialiste Cally tentent de regarder l'intérieur du chasseur cylon capturé mais ils sont complètement dépassés par les systèmes biologiques. Le colonel Tigh sort le lieutenant Starbuck de son lit d'hôpital pour qu'elle aille aider le chef. Boomer-du-Galactica arrive alors et effraie Tyrol en admirant le vaisseau, lui disant qu'ils feraient plus de progrès en tentant de le comprendre comme un être vivant, un animal, plutôt qu'une machine.
Gaeta parvient finalement à démontrer que la preuve de Godfrey est une fausse et Baltar est relâché. Mais cette preuve de l'innocence de Baltar a donné à Godfrey le signal pour se volatiliser, et ce malgré la surveillance mise en place par le commandant Adama. Peu après, Roslin tient une conférence de presse disculpant entièrement Baltar. Sa Six interne lui dit que sa réputation publique est maintenant plus forte qu'elle n'a jamais été puisqu'il a été accusé d'un grave crime et a été déclaré innocent, étant même une cible d'un complot des cylons.
Sur Caprica, Helo et Boomer-de-Caprica se cachent dans une forêt. Helo saisit l'occasion d'avouer à Boomer ses sentiments pour elle, expliquant qu'il ne pourrait supporter qu'il lui arrive quelque chose.

### Épisode 8:De chair et de sang
- Royaume-Uni : 6 décembre 2004 sur Sky One
- France : 25 décembre 2005 sur Sci Fi
- Belgique : 2 mars 2007 sur La Deux

La présidente Roslin voit une copie de Leoben Conoy – un double du cylon que le commandant Adama a rencontré sur la station Anchorage – dans un rêve. Peu après une copie de ce cylon est capturée à bord du Geminon Traveller et est arrêtée. Adama ordonne de prime abord que Conoy soit exécuté, mais la présidente décide de l'interroger. Adama assigne Starbuck à cette tâche. Elle va sur le vaisseau et mène l'interrogatoire où elle trouve Leoben en train de « prier » dans la cellule de rétention. Starbuck comprend vite le concept monothéiste des cylons et leur renoncement au panthéon des multiples divinités vénérées par les Coloniaux.
Leoben évite les questions et utilise des jeux, comme tenter de deviner le nom de Starbuck. Quand celle-ci tente de partir, il lui dit qu'il a caché une bombe nucléaire quelque part dans la flotte et qui doit détoner dans les neuf heures. Les Coloniaux perdent alors l'initiative de l'interrogatoire. Adama ordonne des balaiements radiologiques de tous les vaisseaux ; Starbuck, de son côté, doit faire tout ce qui est nécessaire pour obtenir l'emplacement de la bombe de la part du prisonnier, ce qui inclut la torture.
Quelque part, Boomer-du-Galactica continue de penser qu'elle pourrait être un agent cylon, et va demander donc au professeur Baltar de la tester avec son prototype de détecteur cylon. Elle échoue au test (révélant par là-même qu'elle est un cylon), mais Baltar, effrayé par la déclaration de sa Numéro Six interne comme quoi casser la couverture de Boomer activera sa programmation cylonne, ment à Boomer à propos des résultats, craignant qu'elle ne le tue s'il lui dit la vérité.
Sur Caprica, Helo et Boomer-de-Caprica continuent de fuir les cylons. À l'insu de Helo, Boomer est alors réellement en train de fuir avec lui après avoir désobéi aux ordres des autres cylons de le mener à eux.
Dans la flotte, la présidente Laura Roslin, incitée par des cauchemars à répétition, décide de parler au cylon elle-même et arrive sur le Geminon Traveller. Elle interrompt la torture et présente ses excuses pour le traitement rude infligé par Starbuck. Leoben fait alors quelques prédictions surprenantes sur le futur de la flotte. Il déclare que la flotte trouvera la planète légendaire de Kobol (la planète « perdue » d'où l'humanité vient à l'origine, la Terre), puis admet avoir menti à propos de la bombe. Soudain, il attrape Roslin et lui murmure à l'oreille qu'Adama (sans spécifier lequel des deux du père ou du fils) est un agent cylon. Roslin devient pâle en entendant cela et les gardes écartent Leoben de la présidente. Par dégoût, Roslin ordonne qu'il soit éjecté dans l'espace, disant que la flotte ne peut garder une machine à tuer comme celle-là en vie. Alors que le sas évacue l'air dans l'espace, il regarde Roslin à travers une fenêtre, puis est aspiré loin d'elle, exactement comme lors d'un rêve que Roslin avait eu auparavant.

### Épisode 9:Le Retour d'Hélène
- Royaume-Uni : 13 décembre 2004 sur Sky One
- France : 8 janvier 2006 sur Sci Fi
- Belgique : 2 mars 2007 sur La Deux

Après sa rencontre avec l’agent cylon Leoben Conoy, la présidente Roslin reste suspicieuse quant à la possibilité que le commandant Adama soit un cylon. Elle a été jusqu’à utiliser la relation romantique entre Billy Keikeya et Anastasia Dualla pour obtenir des informations sur le comportement d’Adama. Elle demande à Adama qu’il soit la première personne à se soumettre au test sanguin du détecteur de cylons, qui est à présent complètement opérationnel. Après quelques doutes, Adama accepte, puis disparait de manière impromptue du Galactica.
Le commandement est laissé au colonel Tigh lorsqu’un chasseur cylon apparaît et tente de repartir. Tigh ordonne que la flotte se prépare à faire un saut PRL en urgence, mais le chasseur revient, fonctionnant apparemment mal et incapable de quitter la flotte. Tigh fait patienter la flotte et ordonne qu'un rapace aille étudier le chasseur puisqu’il fait une série de petits sauts autour de divers points au sein de la flotte.
Adama réapparaît bientôt avec la femme du colonel Tigh, qui la pensait morte durant l’attaque sur Picon. Elle fut apparemment inconsciente pendant trois semaines à bord du Rising Star. Malgré son comportement débridé et aguichant typique, Adama met en doute sa soudaine réapparition.
La présidente Roslin contacte le docteur Baltar pour vérifier le résultat du test sanguin d’Adama. Submergé par les milliers d’échantillons à tester, Baltar lui répond qu’Adama a mis à plus tard son propre test et ordonné que celui d’une femme appelée Ellen soit fait à la place. Roslin ordonne à Baltar de reprendre le test de l’échantillon de sang d’Adama à la plus grande frustration du docteur.
Roslin appelle le colonel Tigh à bord du Colonial Un où elle pose des questions sur le comportement d'Adama. Tigh répond que le commandant était en train de retrouver sa femme et révèle que son prénom est Ellen. Roslin ordonne alors à Baltar de reprendre le test sur l'échantillon de sang d’Ellen.
Lors d’un dîner, Ellen, ivre, flirte avec Apollo et écarte les questions d’Adama et de Roslin quant à l’absence de signes de vie de sa part. Adama et Roslin se risquent dans le laboratoire du docteur Baltar pour vérifier les résultats du test sanguin d’Ellen. Baltar révèle que le test n’est pas complet parce qu’il a dû changer de sujet à deux reprises. Adama découvre que Roslin l’espionnait avec l’idée qu'il était un cylon. Tigh et Ellen entrent dans la conversation après qu'Ellen a accusé Adama de lui avoir fait des avances. Les officiers sont alors appelés au Centre d'Information et de Combat (CIC) après un changement de trajectoire du chasseur cylon.
Dans l’espace, le chasseur continue de voler au sein de la flotte, en évitant de se faire capturer. Lorsqu’il approche du Galactica, il tente un plongeon kamikaze vers une section d’observation où se trouvent beaucoup de civils et de personnel en dehors du service. Tigh, sur base d’un pressentiment avait ordonné le lancement de pilotes d’alerte et le chasseur est détruit à quelques mètres du vaisseau. Adama loue Tigh et lui demande de ne rien laisser intervenir dans leur amitié, y compris Ellen.
Plus tard, Baltar annonce qu’Ellen a réussi le test du détecteur de cylon, au soulagement d’Adama. Après, cependant, lorsqu’il est seul avec Numéro Six, il refuse de lui dire s’il a menti ou non sur les résultats du test (bien que l’écran ait montré des lueurs vertes).

### Épisode 10:Le Minerai de tylium
- Royaume-Uni : 3 janvier 2005 sur Sky One
- France : 8 janvier 2006 sur Sci Fi
- Belgique : 9 mars 2007 sur La Deux

Pour faire face à un manque de carburant dans toute la flotte, le commandant Adama envoie les rapaces vers d'autres systèmes stellaires pour découvrir des dépôts de tylium. Le lieutenant Crashdown et Boomer-du-Galactica en localisent un sur un astéroïde proche, mais ce dépôt est déjà en train d'être exploité par les cylons qui y ont établi une base. Il est clair qu'ils ont besoin de ce carburant pour leurs propres besoins, puisqu'ils sont éloignés de leur monde d'origine.
Alors que la présidente Roslin donne une conférence de presse à propos du manque de carburant, elle voit des serpents sur son pupitre et coupe court la conférence. Elle parle de cette vision avec la prêtresse Elosha, qui lui répond que ses rêves et visions réfèrent aux tables sacrées et plus particulièrement aux prophéties de l'oracle de la Pythie. Dans ces tables, la Pythie déclare que la race humaine subit l'expulsion et la renaissance, et sera guidée vers sa nouvelle patrie par un chef mourant qui ne verra pas la fin de ce voyage.
Alors que d'autres pensent qu'ils doivent continuer à chercher du tylium autre part, Adama décide d'attaquer la base hautement gardée et le capitaine Apollo ainsi que le colonel Tigh planifient l'attaque. À la demande du commandant, ils incluent Starbuck à leur réflexion, parce qu'elle conçoit une approche « non conventionnelle ». La présidente Roslin approuve personnellement le plan final.
Pendant ce temps, le docteur Baltar étudie les photos de reconnaissance de la raffinerie de tylium cylonne. À cause du timing et l'inutilité du tylium en cas de radiation par des ogives nucléaires, un seul coup précis doit être infligé avec des armes conventionnelles. Personne ne sait quel bâtiment doit être détruit. Après que sa version imaginaire de Numéro Six lui a dit que « Dieu » guidera sa main, Baltar cible un bâtiment au hasard sur la photo, tremblant intérieurement à cause de sa totale ignorance de ce qu'il montre.
Starbuck est frustrée de ne pouvoir mener le raid elle-même à cause de sa blessure due au crash, et dit à Apollo qu'elle doute de ses capacités à mener cette mission critique à bien. Elle croit qu'il lui manque son sens de l'improvisation inspirée lors du combat et repense sa tactique.
Les Coloniaux distraient les nombreux chasseurs cylons en posant un appât, laissant la base vulnérable aux attaques des Vipers. Apollo mène le raid contre la raffinerie, mais l'escadron perd plusieurs membres à cause des défenses de la base. Les missiles à tête chercheuse des Vipers sont brouillés par les cylons, forçant les pilotes à approcher de plus près la base afin de lancer les explosifs sans guidage. Apollo voit une occasion favorable et exécute une manœuvre audacieuse comme seule Starbuck sait les faire en volant à l'intérieur des tunnels de la mine pour éviter toutes les défenses lourdes de la base. Il tire sur la cible pointée par Baltar et dont la supposition s'avère correcte, la base cylonne est alors instantanément détruite et les chasseurs cylons restant fuient le combat. La victoire donne à la flotte quelques années de carburant et la justesse de l'intervention divine donne à Baltar une autre manifestation religieuse. Croyant qu'il est un instrument de Dieu, sa sympathie pour la cause cylonne commence à croître, à l'inverse de son état mental général.

### Épisode 11:La Fête coloniale
- Royaume-Uni : 10 janvier 2005 sur Sky One
- France : 15 janvier 2006 sur Sci Fi
- Belgique : 9 mars 2007 sur La Deux

- Richard Hatch (Tom Zarek)

La Fête Coloniale (la célébration annuelle de la signature des « Articles de la Colonisation ») est là, et la présidente Roslin profite de l'occasion à bord du vaisseau de délassement, le Cloud 9, pour dévoiler un nouveau « Quorum des Douze » (un corps délibératif monocaméral consistant en un délégué de chacune des Douze Colonies).
Lors du rassemblement, l'ancien radical Tom Zarek est nommé pour représenter Sagitarron. Il demande alors que des élections aient lieu afin de sélectionner un vice-président. Au grand dam de Roslin, Zarek est lui-même soutenu comme candidat au poste par des représentants mécontents de quelques Colonies.
Lors d'une bagarre de comptoir, Apollo et Starbuck découvrent qu'un homme, appelé Valance, a passé frauduleusement une arme à bord du Cloud 9. Bien qu'ils croient que Valance est un agent de Zarek, l'interrogatoire ne mène à rien. Plus tard, Apollo et Starbuck trouvent Valance assassiné dans la salle d'interrogatoire et suspectent des agents de Zarek.
Déterminée à contrer les ambitions de Zarek, Roslin propose son assistant personnel, Wallace Grey, comme candidat vice-présidentiel. Mais lorsque Zarek se met en avant dans les médias, elle trouve un candidat improbable pour mieux s'opposer à lui : le docteur Baltar qui, lors d'un interview, a contribué à mettre en avant les qualités de présidente de Roslin et critiqué le passé criminel de Zarek. Alors que le vote se profile en impasse, Baltar réussit à gagner la vice-présidence grâce à Roslin dont la voix prédomine dans ces cas-là. Au cours de la célébration de la Fête Coloniale, Zarek affirme qu'il n'a pas tué Valance. Un lien entre Ellen Tigh et Zarek est manifestement implicite.
- Plusieurs scènes de cet épisode furent filmées à l'université de la Colombie-Britannique, à Vancouver au Canada. D'autres scènes furent tournées au Chan Centre for the Performing Arts, au Rose Gardent et à la bibliothèque Walter Koerner.

### Épisode 12:À la recherche de la Terre (1/2)
- Royaume-Uni : 17 janvier 2005 sur Sky One
- France : 15 janvier 2006 sur Sci Fi
- Belgique : 16 mars 2007 sur La Deux

Le vice-président récemment élu Gaïus Baltar fait l'amour avec Starbuck, mais lorsqu'elle appelle par le prénom Lee, la situation devient embarrassante. Starbuck quitte les appartements de Baltar qui, mal à l'aise, passe le reste de la journée à rejeter Six et est incapable de se concentrer sur ses nouveaux devoirs de vice-président.
Pendant ce temps, Apollo et le commandant Adama s'entraînent ensemble dans la salle de sport. Après un bref instant, Adama met son fils au sol. Il lui dit que la raison pour laquelle il ne gagnera jamais et qu'il est trop rigide, il ne perd jamais son contrôle.
Plus tard, la présidente Laura Roslin reçoit de mauvaises nouvelles du docteur Cottle. Son cancer a empiré et a atteint son système lymphatique. Cottle lui donne six mois à vivre.
Dans la baie de hangar, Apollo, irrité, affronte Starbuck après avoir appris qu'elle avait couché avec Baltar. Leur dispute en vient aux poings et Apollo se retire, se sentant complètement blessé.
Dans l'espace, Boomer et le lieutenant Crashdown découvrent une planète proche. Lorsqu'ils reviennent avec les données, lesquelles montrent des bâtiments artificiels sur la surface, Roslin est persuadée qu'il s'agit de la planète d'où l'humanité provient, Kobol. Enclin au doute, Adama prépare une équipe de surveillance pour l'explorer.
Après que Baltar lui ait annoncé qu'elle était une cylonne, Boomer, désespérée, tente de se suicider dans ses quartiers. Elle se rate et est transportée à l'infirmerie.
L'équipe d'exploration est attaquée par des chasseurs cylons au-dessus de Kobol. L'un des trois rapaces est détruit et un autre retourne auprès du Galactica. Le troisième, mené par Crashdown et incluant le docteur Baltar, le chef Tyrol et la spécialiste Cally, parvient à s'écraser à la surface de Kobol.
Les visions de Roslin continuent, sans doute à cause des effets de la drogue qu'elle prend pour combattre son cancer. Elle annonce à la prêtresse Elosha qu'elle croit que l'ancienne prophétie disant que Kobol montrera le chemin de la Terre et qu'elle-même a été choisie pour y mener la flotte.
Elle parvient à convertir Starbuck à sa cause en lui révélant qu'Adama avait menti en clamant à la flotte qu'il savait où se trouvait la Terre. Plutôt que de suivre les ordres d'Adama, ayant pour but la destruction d'une base cylonne en orbite autour de Kobol, Starbuck vole le chasseur cylon capturé et retourne sur Caprica pour retrouver la « flèche d'Apollon », un artefact qui, selon Roslin, déterrera les secrets de Kobol.

### Épisode 13:À la recherche de la Terre (2/2)
- Royaume-Uni : 24 janvier 2005 sur Sky One
- France : 22 janvier 2006 sur Sci Fi
- Belgique : 16 mars 2007 sur La Deux

Boomer-de-Caprica amène Helo devant le musée archéologique de Delphes. Boomer arrive à persuader Helo que surveiller le musée est le seul moyen de quitter Caprica car c'est là que se trouve le seul artefact qui peut mener à la Terre : la flèche d'Apollon.
Sur le Galactica c'est l'incompréhension qui règne après le vol du chasseur cylon par Starbuck, Roslin appelle le commandant Adama et révèle que c'est elle qui a demandé à Starbuck d'aller sur Caprica voler la flèche d'Apollon. Adama demande alors, devant cette ingérence dans ce qu'il considère comme une décision militaire, la démission de la présidente Roslin, celle-ci refusant Adama décide de planifier une attaque commando pour aller arrêter la présidente dans Colonial 1.
Le bombardier cylon ayant été volé, Adama décide d'envoyer un rapace armé d'une ogive nucléaire et va chercher Boomer-du-Galactica à l'infirmerie pour lui demander d'effectuer cette mission.
Pendant ce temps Starbuck arrive sur Caprica et se pose près du musée archéologique de Delphes et part chercher la flèche d'Apollon. Au moment où elle se saisit de celle-ci, elle se fait attaquer par une des copies de Numéro Six. Starbuck gagne finalement le duel au moment où Helo et Boomer-de-Caprica arrivent.
L'attaque commando du Colonel Tigh à proprement parler débute après le perçage de la coque du colonial 1, arrivé au bureau de la présidente, le commando et les gardes du corps se font face se braquant mutuellement leurs armes. Le colonel Tight signifie alors son arrestation à la présidente. Personne n'osant bouger, Apollo décide de braquer son arme sur Tight. Roslin devant la situation et voulant éviter un bain de sang ordonne à tout le monde de baisser leurs armes et se laisse arrêter.
Boomer-du-Galactica arrive près de la base cylon malheureusement l'ogive reste coincée et elle décide donc de se poser à l'intérieur et de sortir manuellement l'ogive. Ceci fait elle fait la rencontre d'une demi-douzaine de ses copies d'elle-même et remonte paniquée dans le rapace et décolle. L'ogive explose alors comme prévu, détruisant la base.
Sur Kobol, Baltar découvre des ruines et sa vision de Numéro Six lui montre alors dans un berceau ce qu'elle appelle "la nouvelle génération des enfants de dieu" sans donner plus de précisions.

## DVD
Le DVD de la première saison est disponible depuis le 21 septembre 2006 en langue française pour la zone 2. Il contient entre autres les scènes coupées des épisodes.